# Liste der Monuments historiques in Laberlière
Die Liste der Monuments historiques in Laberlière führt die Monuments historiques in der französischen Gemeinde Laberlière auf.

## Liste der Objekte
| Bezeichnung | Beschreibung          | Standort                       | Kennzeichnung | Schutzstatus | Datum | Bild |
| ----------- | --------------------- | ------------------------------ | ------------- | ------------ | ----- | ---- |
| Glocke      | Bronze, 1768 gegossen | in der Kirche St-Médard (Lage) | PM60005272    | Inscrit      | 1916  |      |